# Nové Kestřany
Nové Kestřany jsou vesnice, část městyse Štěkeň v okrese Strakonice v Jihočeském kraji. Nachází se asi tři kilometry východně od Štěkně. Je zde evidováno 67 adres. V roce 2011 zde trvale žilo 101 obyvatel.
Nové Kestřany leží v katastrálním území Vítkov u Štěkně o výměře 5,39 km².

## Historie
První písemná zmínka o vesnici pochází z roku 1800.

## Obyvatelstvo
| Rok            | 1869 | 1880 | 1890 | 1900 | 1910 | 1921 | 1930 | 1950 | 1961 | 1970 | 1980 | 1991 | 2001 | 2011 | 2021 |
| -------------- | ---- | ---- | ---- | ---- | ---- | ---- | ---- | ---- | ---- | ---- | ---- | ---- | ---- | ---- | ---- |
| Počet obyvatel | 432  | 428  | 391  | 380  | 337  | 334  | 304  | 252  | 262  | 223  | 182  | 130  | 108  | 101  | 112  |
| Počet domů     | 34   | 34   | 64   | 64   | 63   | 63   | 63   | 63   | 63   | 63   | 55   | 66   | 67   | 67   | 67   |

## Obecní správa
Při sčítání lidu v letech 1850–1959 Nové Kestřany byly osadou obce Vítkov, se kterým patřily nejprve do okresu Písek, ale od roku 1950 v okrese Strakonice. Od roku 1960 jsou částí městyse Štěkeň v okrese Strakonice.